# Piccolomini-Altar

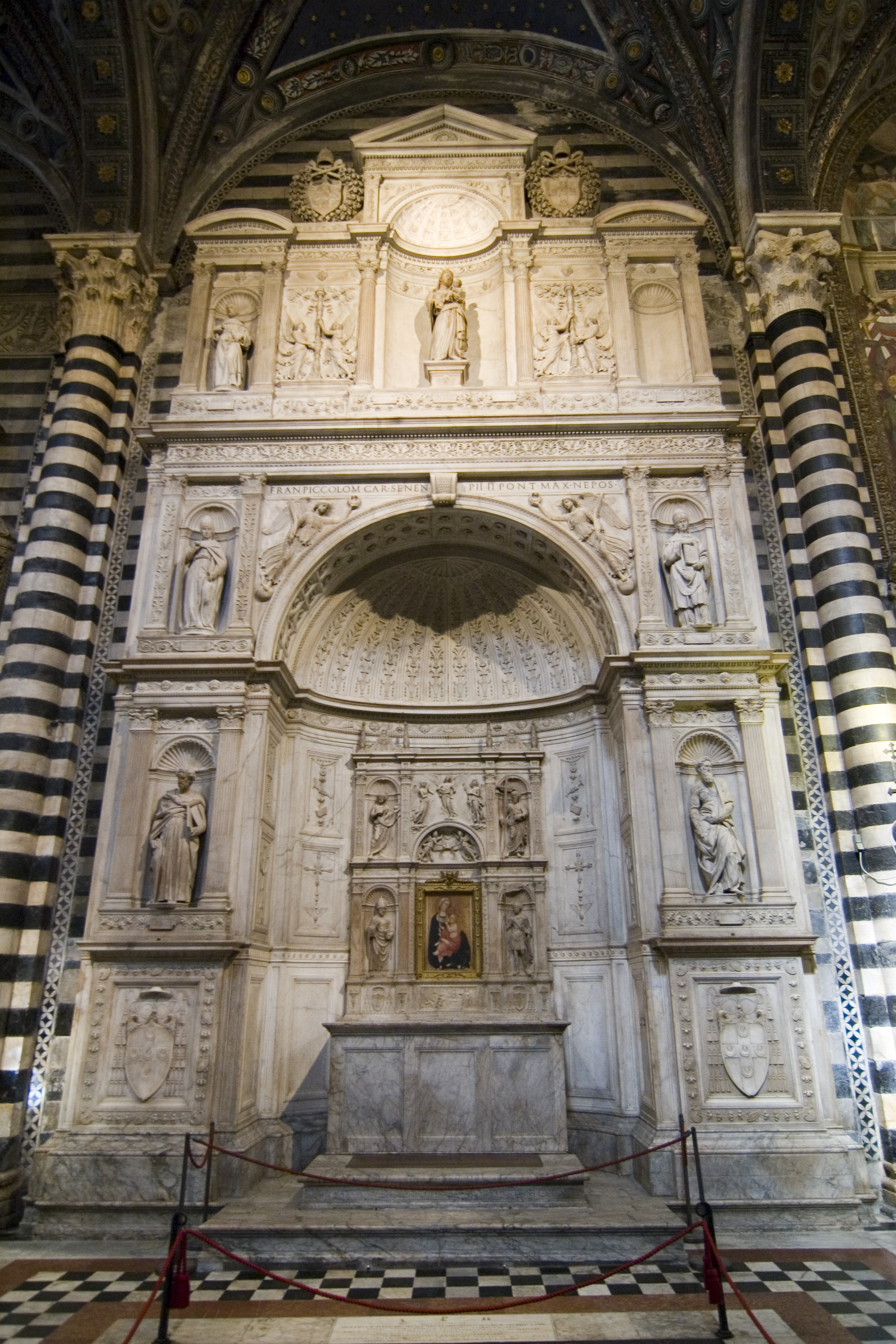
Piccolomini-Altar

Der Piccolomini-Altar ist ein Altar im nördlichen Seitenschiff des Domes von Siena.

## Geschichte
Francesco Todeschini Piccolomini, der spätere Papst Pius III.,  beabsichtigte, für sich und seine Familie im nördlichen Seitenschiff des Domes zu Siena einen Altar aufstellen zu lassen. Dieses die gesamte Wandfläche einnehmende Werk sollte 1485 fertiggestellt werden. Der Altar wurde von 1481 bis 1485 von Andrea Bregno in Carrara-Marmor geschaffen. Zur figürlichen Ausgestaltung war zunächst Pietro Torrigiano bestimmt worden. Nachdem er die Statue des Hl. Franziskus geschaffen hatte, trat er als Soldat in die Armee Cesare Borgias ein und verschwand aus Florenz. Die Tatsache, dass Torrigiano Michelangelo in der Scuola di San Marco die Nase zertrümmert hatte, war wohl ein Motiv für Michelangelo, den Auftrag zur Fertigstellung des Altars anzunehmen und so späte Genugtuung zu erhalten. Der Vertrag wurde am 5. Juni 1501 durch den kirchlichen Würdenträger und am 19. oder 25. Juni 1501 von Michelangelo oder von
Jocopo Galli unterzeichnet.
Die Anzahlung betrug 500 Golddukaten. Abzuliefern waren fünfzehn in ihren Maßen vorgeschriebene Statuen. Diese sollten aber zuvor noch durch einen unabhängigen Gutachter abgenommen werden. Sollte die Qualität nicht entsprechen, hätte Michelangelo Ersatz liefern müssen. Innerhalb dieser Frist von drei Jahren durfte Michelangelo keine weiteren Aufträge entgegennehmen. Doch konnte Michelangelo den Verlockungen des freien Marktes in Florenz nicht widerstehen (siehe den David) und so kam es, dass er nach Ablauf dieser Frist dem inzwischen zum Papst erhobenen Piccolomini keine einzige Statue vorweisen konnte. Es wird aber angenommen, dass die Brügger Madonna ursprünglich für diesen Auftrag vorgesehen war. Die Erben schicken Michelangelo einen Mahnbrief mit dem Angebot, den Kontrakt um zwei Jahre zu verlängern. Unter diesem Eindruck liefert Michelangelo im Oktober 1504 fünf Skulpturen, zu denen auch die von Torrigiani begonnene Statue des Hl. Franziskus zählte. Die Weiteren sind der Hl. Gregor, der Hl. Pius, der Hl. Paulus und der Hl. Petrus.  Die Statuen sind glatte Routinearbeiten, denen anzusehen ist, dass sie unter Zeitdruck entstanden sind und nicht,  wie es der Vertrag ursprünglich fordert, alle zeitgenössischen Skulpturen Roms übertreffen. Einzig in den Apostelstatuen der Hl. Petrus und Paulus gelingt es ihm, die gängige Typik zu verlassen. 1508 steigt Michelangelo aus dem Vertrag aus, weil er sich übernommen hat, und zahlt die Anzahlung von 100 Golddukaten an die Erben zurück.

## Bilder

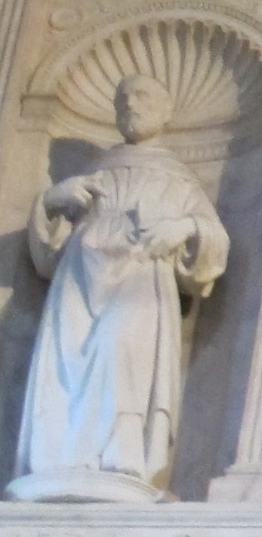
St. Franziskus
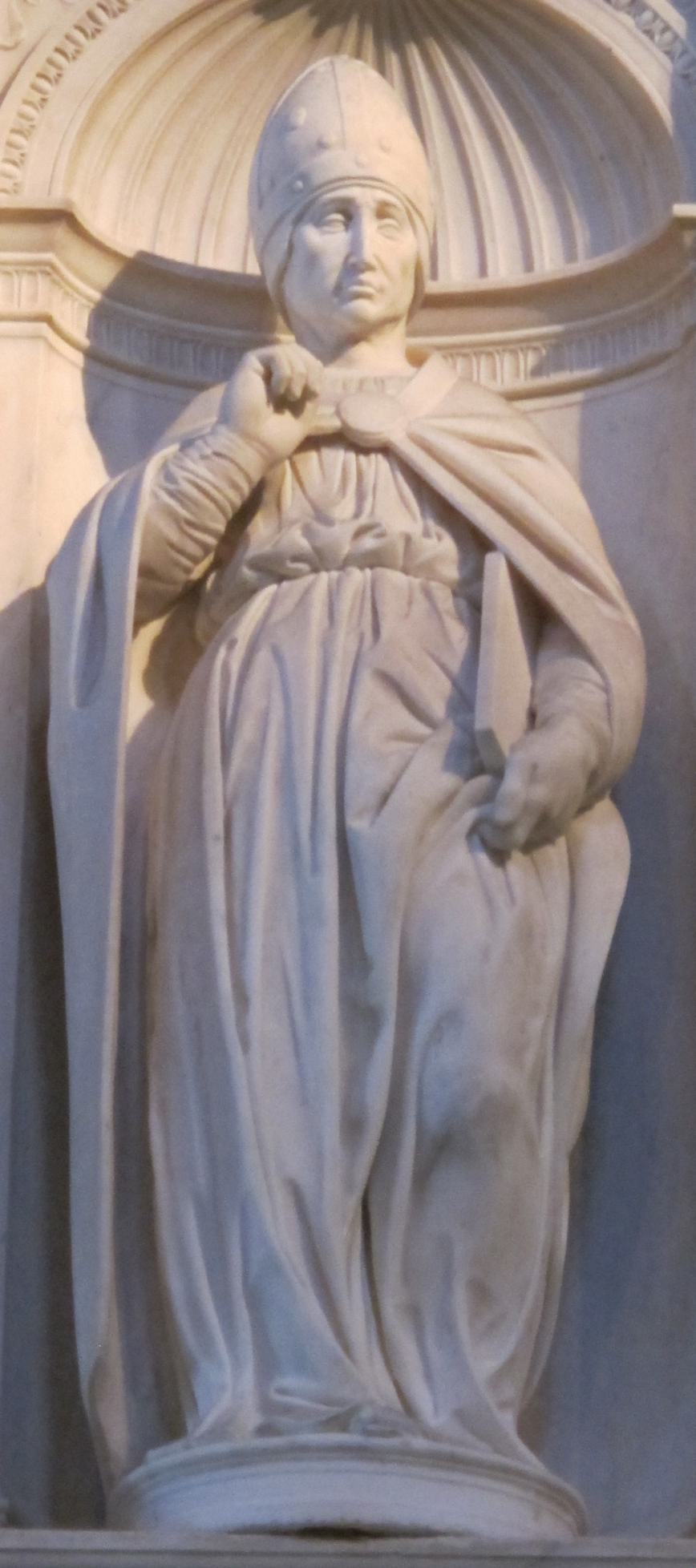
St. Pius
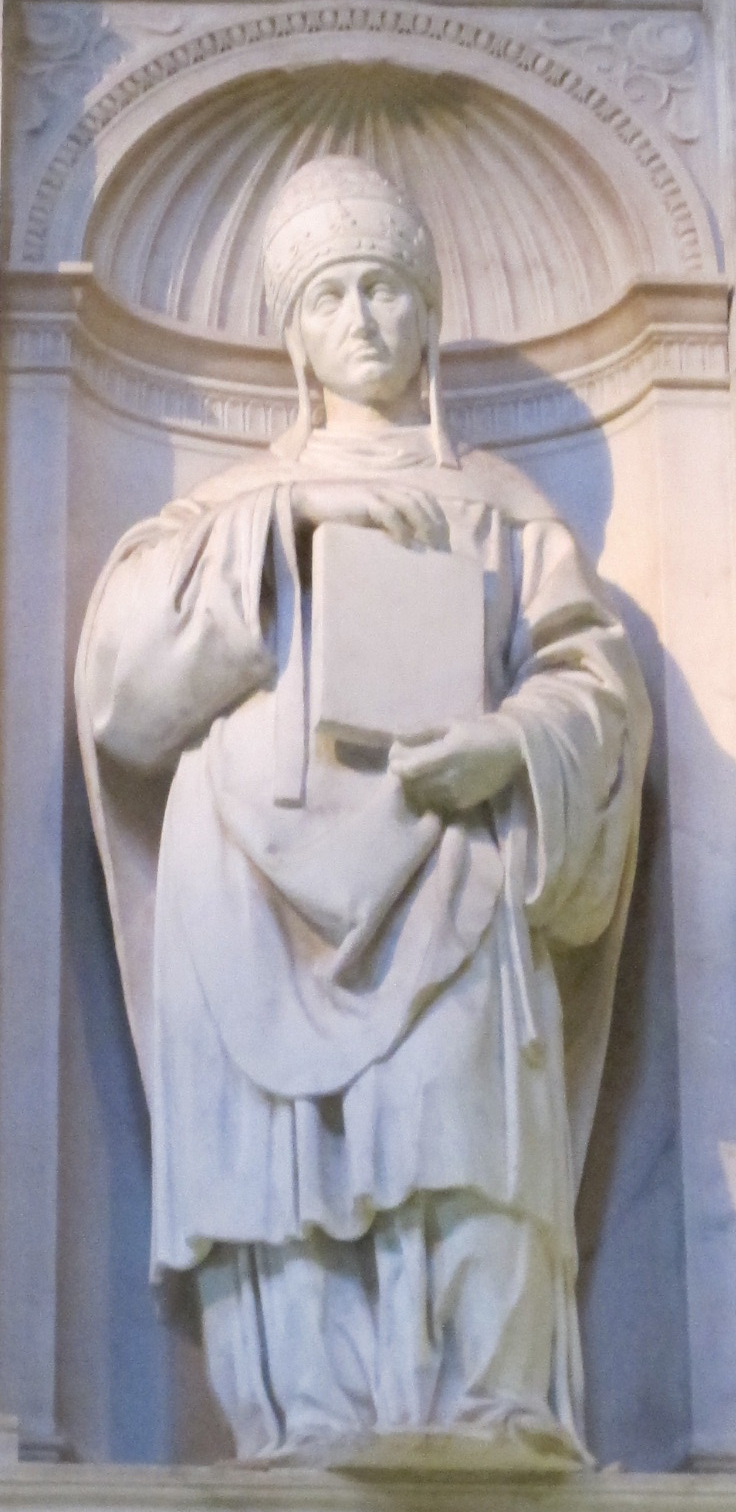
St. Gregor
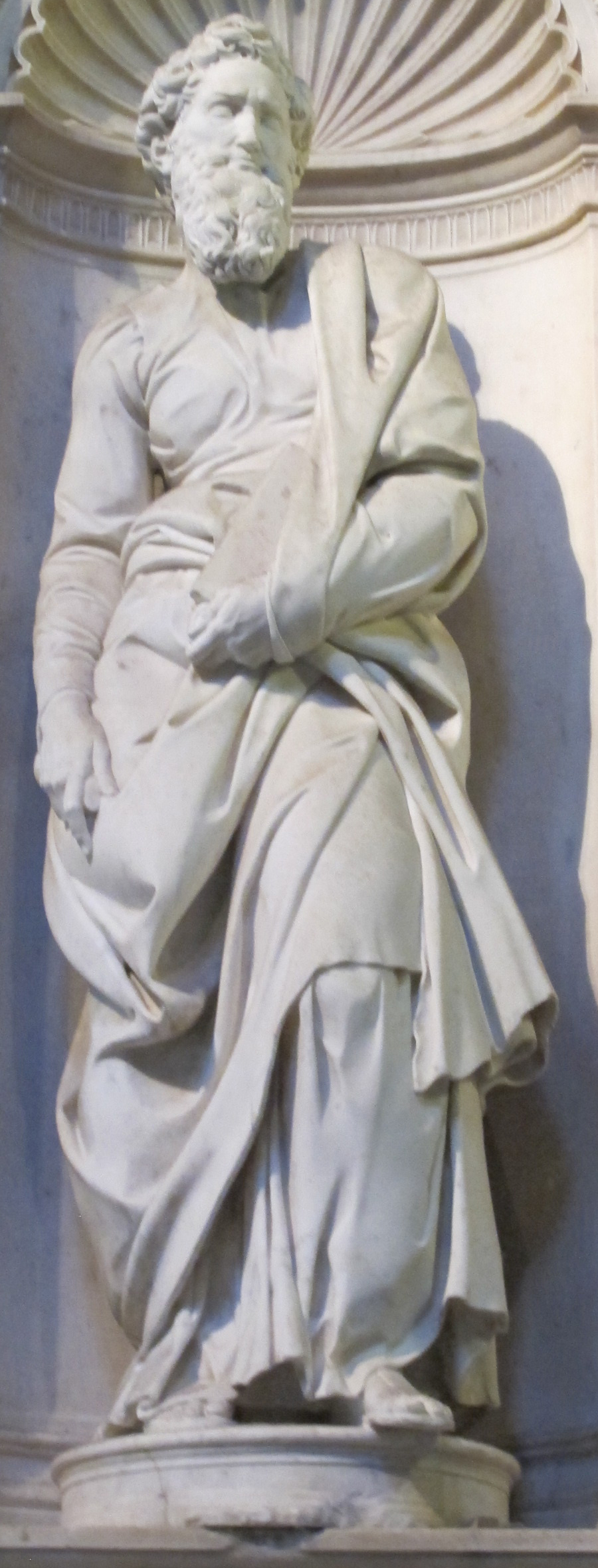
St. Paulus
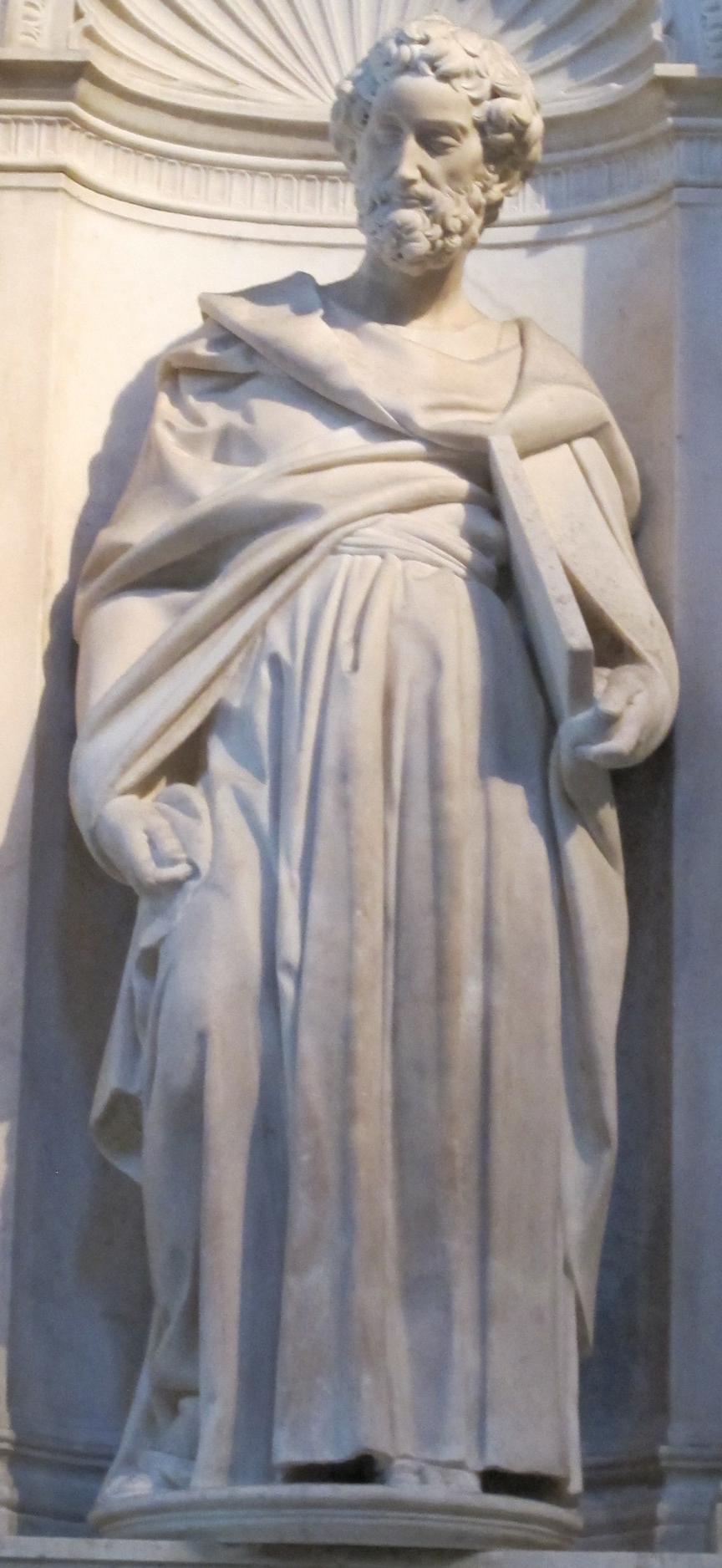
St. Petrus